# Obětní kámen

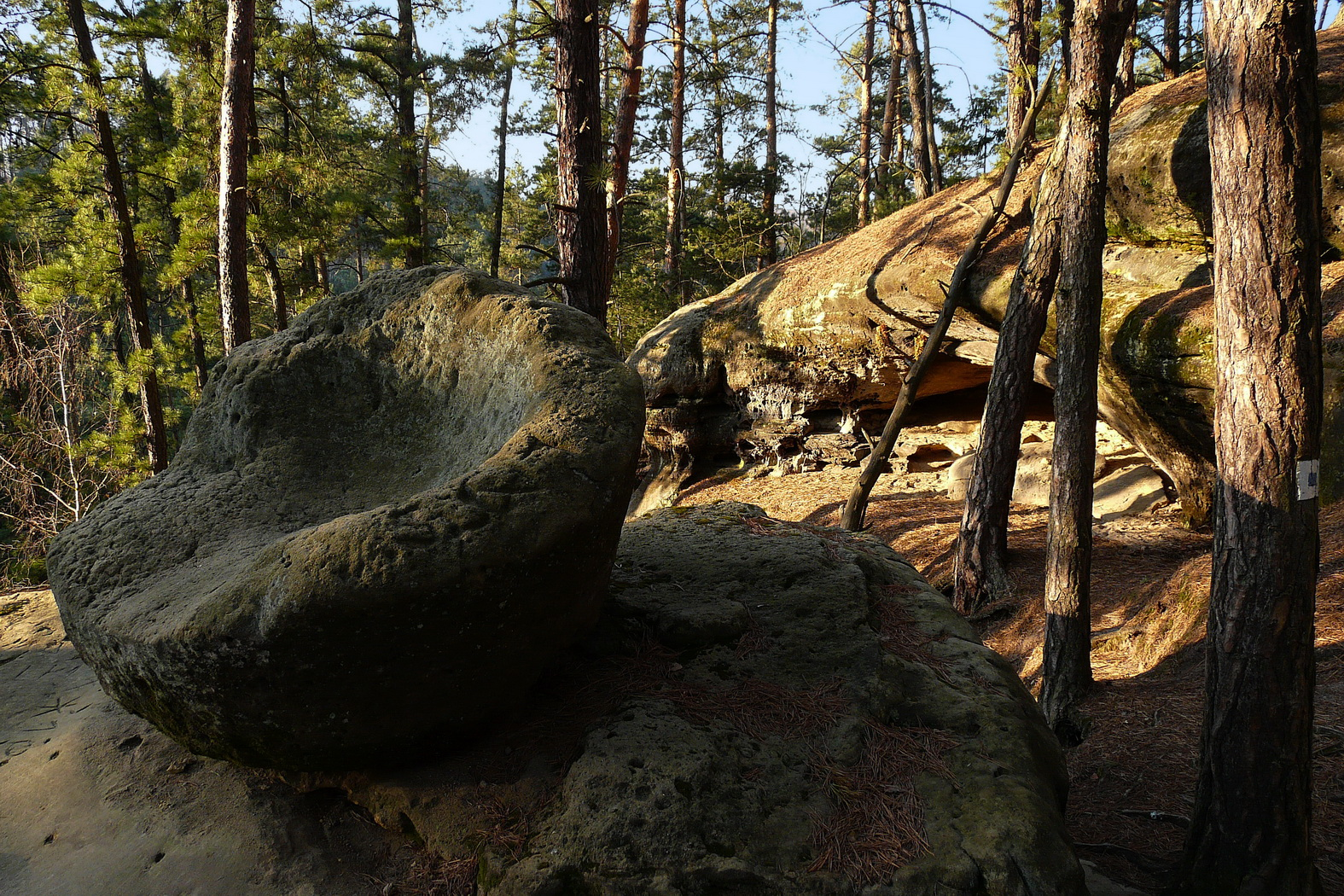
Údajný obětní kámen na Smrkovci

Obětní kameny jsou formou posvátných kamenů, používaných k obětem. Jejich užívání je doloženo od pravěku až po novověkou lidovou kulturu.
Důležitou roli měly například u Slovanů. Například na Pskovsku se ještě ve 20. století obětovalo na kamenech, které měli stejnou funkci podle archeologických nálezů už v době bronzové. V mazovské vesnici Kołbiel se zase o Velikonocích lidé vkládali do prohlubenin v kameni peníze a zbytky jídla. Tyto obětiny nazývali joście. V Čechách byl nalezen pravděpodobný obětní kámen například u Jezeří. U Východoslovanů jsou podobné kameny nazývány sledovik.